# Turner megye (Georgia)
Turner megye az Amerikai Egyesült Államokban, azon belül Georgia államban található. Megyeszékhelye és legnagyobb városa Ashburn. Lakosainak száma 9006 fő (2020. április 1.). Turner megye Wilcox, Ben Hill, Irwin, Tift, Worth és Crisp megyékkel határos.

## Népesség
A megye népességének változása:
| Lakosok száma | 8946 | 8833 | 8371 | 8134 | 8214 | 9006 |
|               | 2010 | 2011 | 2012 | 2013 | 2015 | 2020 |